# 新加坡管理大學
新加坡管理大学（英語：Singapore Management University），簡稱新大，成立于2000年1月12日，為一所新加坡知名的公立大学。學校共有六个学院，分别是商学院、会计学院、法学院、信息系统学院、经济学院和社会科学院，提供本科、研究生和博士生教育，还設有学术研究办公室，针对社会精英人士提供的特别定制的学习课程。

## 歷史
1997年，新加坡政府首次提出建立新加坡管理大學的構想。大學體制參照美國大學的模式，以自主、開放為特徵。自1999年起，新大商學院與美國賓夕法尼亞大學華頓商學院合作，並建立了聯合研究中心。
2000年，新大的首個校舍投入運作。該址曾是創立於1929年的萊佛士學院和後來的新加坡國立大學之所在地，鄰近华侨中学。2001年，校方開展校舍改善工程，並保留了殖民地時期的建築風格。在2001年至2004年間， Ronald Frank教授出任大學校長，其後由Howard Hunter教授接任。Arnoud De Meyer則於2010年9月就任。2019年，江莉莉出任校長。
2005年，新大正式遷入勿拉士峇沙(Bras Basah)的永久校園，並舉行了首屆畢業典禮。其後，校方將經濟與社會科學院拆分為經濟學院和社會科學院。同年，新加坡教育部將新大與新加坡國立大學及南洋理工大學改制為自治大學。
2011年4月，新加坡管理大学獲得國際商管學院促進協會的商學及會計認證。

## 校園

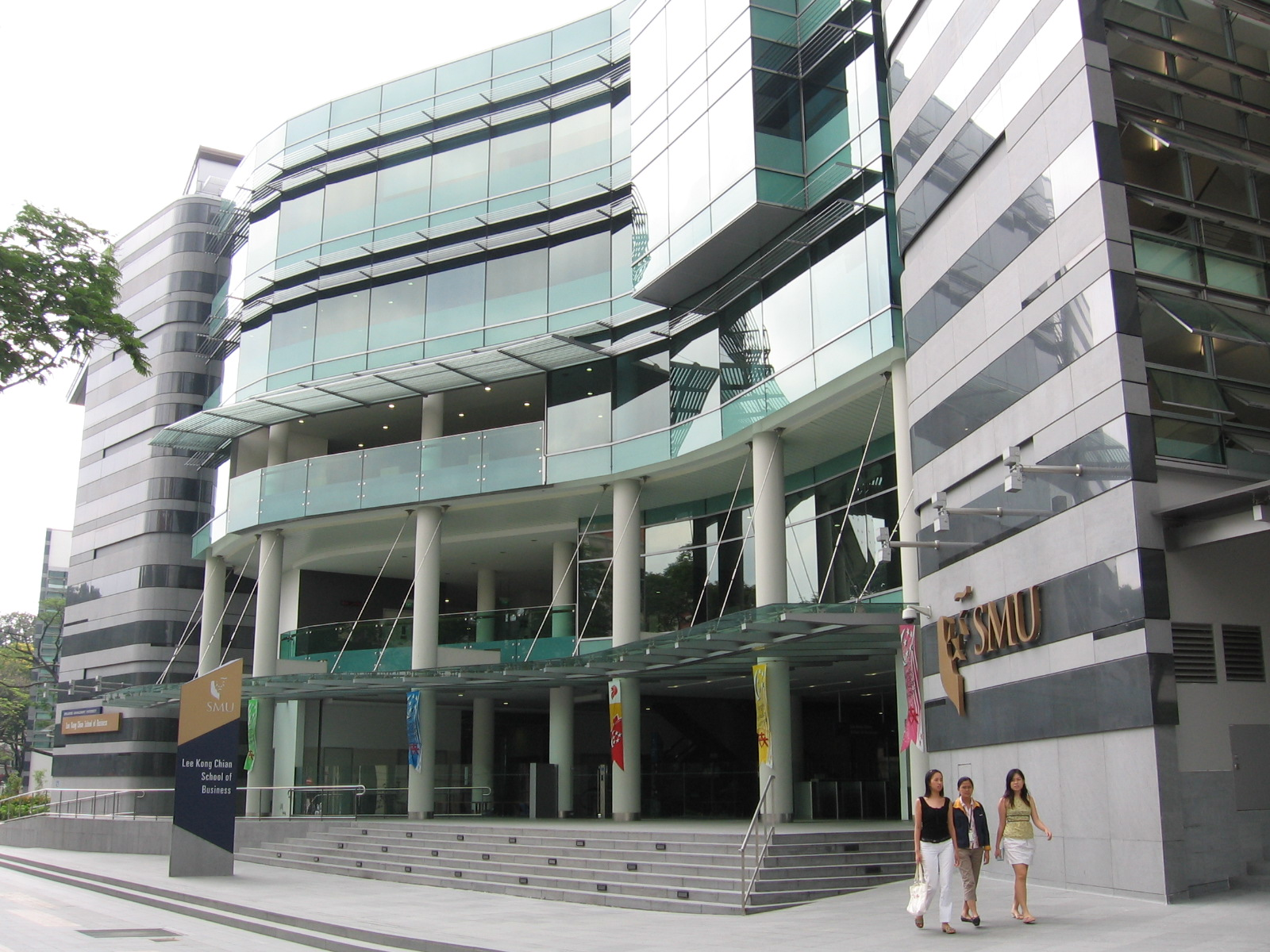
李光前商学院

新大校園共有九座大樓，由一條商店林立並對公眾開放的地下人行道互相連接: 
- 李光前商学院
- 會計學院
- 李嘉誠圖書館
- 电算及信息系统学院
- 經濟學院/电算及信息系统学院（二区）
- 行政大樓
- 楊邦孝法學院暨柯玉芝法律圖書館（內设大卫·马绍尔模擬法庭）
- 翁俊民基金会荟萃楼
- 社会科学学院及综合学科学院楼

校園內設有游泳池、健身中心和附設攀石牆的多用途體育館。無線網路亦覆蓋了整個校園。

## 學生組織
新加坡管理大学学生协会創立（SMUSA）於2000年，宗旨是建構一個屬於學生的社區網絡。所有在讀本科生皆是学生协会的會員。 新大学生协会由幹事會(Executive Committee)、理事會(Students' Association Council)和八個成員機構(Constituent bodies)組成。成員機構包括會計學會(ASOC)、商業學會(BONDUE)、經濟學會(SES)、社會科學會(SSS)、信息系統學會(SISS)、文藝學會(ACF)、體育學會(SSU)和特別興趣與社區服務學會(SICS)。
新大学生协会幹事會的選舉於每年的第二學期舉行，任期為每年的1月1日至12月31日。

## 排名
QS排名在511-520之間。在UTD世界知名商学院排名中，新加坡管理大学被排名全球第37位，比新加坡國立大學和南洋理工大學排名還要高，这所大学同時排在了其它领先的商学院如墨尔本商学院和蒙特利尔大学商学院之前。Eduniversal将新大放在了国际知名顶级商学院之一。